# Josef Honsl
Josef Honsl, též Josef Honzl (25. srpna 1883 Lípa – 10. května 1956), byl československý politik a meziválečný poslanec Národního shromáždění.

## Biografie
Podle údajů k roku 1929 byl profesí rolníkem v Lípě u Německého Brodu. Působil jako předseda Ústředního svazu pěstitelů zemáků.
V parlamentních volbách v roce 1925 získal za Republikánskou stranu zemědělského a malorolnického lidu (agrárníky) poslanecké křeslo v Národním shromáždění. Mandát v parlamentních volbách v roce 1929 obhájil.